# Она воли
„Она воли” је југословенски кратки филм из 1968. године. Режирао га је Лазар Стојановић који је написао и сценарио.

## Улоге
| Глумац         | Улога |
| -------------- | ----- |
| Драгомир Чумић |       |
| Бранка Петрић  |       |